# Wybory parlamentarne na Litwie w 2016 roku
Wybory parlamentarne na Litwie w 2016 roku – wybory do Sejmu Republiki Litewskiej, których pierwsza tura odbyła się 9 października 2016, a termin drugiej tury wyznaczono na 23 października 2016.
O 141 mandatów w litewskim Sejmie ubiega się łącznie 1461 kandydatów z 16 partii, w tej liczbie ponad 150 Polaków (przeciętnie na jedno miejsce przypadało 10,3 kandydatów). Z tej liczby 31% stanowiły kobiety. Natomiast średni wiek wszystkich kandydatów wyniósł 49 lat.
Zgodnie z obowiązującą na Litwie ordynacją wyborczą 70 miejsc w parlamencie z list w okręgach wielomandatowych (wybory proporcjonalne), a 71 – w okręgach jednomandatowych. Wybory przewidują też drugą turę w okręgach jednomandatowych, jeśli żaden z kandydatów nie uzyska ponad 50% głosów.

## Sondaże
Według ostatnich sondaży największe poparcie miały trzy partie:
- Litewska Partia Socjaldemokratyczna (LSDP) – 15,6%
- Litewski Związek Rolników i Zielonych (LVŻS) – 14%
- Związek Ojczyzny – Litewscy Chrześcijańscy Demokraci (TS-LKD) – 13,7%

Według sondażu instytutu Spinter Tyrimai, z końca września, AWPL – ZChR mogły liczyć na poparcie rzędu 4,2%.

## Wyniki
| Lista wyborcza                                       | Głosy w okręgach wielomandatowych | %     | Mandaty               | Mandaty               | Mandaty | Mandaty |
| Lista wyborcza                                       | Głosy w okręgach wielomandatowych | %     | okręgi wielomandatowe | okręgi jednomandatowe | Suma    | Zmiana  |
| ---------------------------------------------------- | --------------------------------- | ----- | --------------------- | --------------------- | ------- | ------- |
| Litewski Związek Rolników i Zielonych                | 274 108                           | 22,45 | 19                    | 35                    | 54      | 53      |
| Związek Ojczyzny – Litewscy Chrześcijańscy Demokraci | 276 275                           | 22,63 | 20                    | 11                    | 31      | 2       |
| Litewska Partia Socjaldemokratyczna                  | 183 597                           | 15,04 | 13                    | 4                     | 17      | 21      |
| Ruch Liberalny Republiki Litewskiej                  | 115 361                           | 9,45  | 8                     | 6                     | 14      | 4       |
| Akcja Wyborcza Polaków na Litwie                     | 69 810                            | 5,72  | 5                     | 3                     | 8       | -       |
| Porządek i Sprawiedliwość                            | 67 817                            | 5,55  | 5                     | 3                     | 8       | 3       |
| Partia Pracy                                         | 59 620                            | 4,88  | 0                     | 2                     | 2       | 27      |
| Niezależni                                           | -                                 | -     | 0                     | 4                     | 4       | 4       |
| Koalicja antykorupcyjna                              | 77 114                            | 6,32  | 0                     | 1                     | 1       | 1       |
| Litewska Partia Zielonych                            | 24 727                            | 2,03  | 0                     | 1                     | 1       | 1       |
| Litewska Lista                                       | 21 966                            | 1,8   | 0                     | 1                     | 1       | 1       |
| Droga Odwagi                                         | 3 498                             | 0,29  | 0                     |                       |         | 7       |
| Inni                                                 | 47 065                            | 3,69  | 0                     | 0                     | 0       |         |
| Mandaty nieobsadzone                                 | –                                 | –     | –                     | –                     | -       | –       |
| Głosy nieważne i puste                               | 52 469                            | 4,12  | –                     | –                     | –       | –       |
| Razem                                                | 1 273 427                         | 100   | 70                    | 71                    | 141     | –       |
| Liczba uprawnionych do głosowania/Frekwencja         | 2 514 657                         | 50,64 | –                     | –                     | –       | –       |
| http://www.vrk.lt/pagal-data                         |                                   |       |                       |                       |         |         |